# Robert Taylor (architecte)
Sir Robert Taylor né en 1714 et mort le 27 septembre 1788 est un architecte et sculpteur anglais qui travaille à Londres et dans le sud de l'Angleterre.

## Jeunesse
Né à Woodford, Essex, Taylor suit les traces de son père et commence à travailler comme tailleur de pierre et sculpteur, passant du temps comme élève de Sir Henry Cheere (en). Malgré quelques commandes importantes, dont un buste du marchand londonien Christopher Emmott (mort en 1745) aujourd'hui conservé dans l'église de St Bartholomew, Colne, Lancashire  et un autre de William Phipps (mort en 1748), aujourd'hui dans l'église paroissiale de Westbury, Wiltshire  il connaît peu de succès et se tourne plutôt vers l'architecture.

## Carrière
Parmi les premiers projets de Taylor figure Asgill House (en) (connue alors sous le nom de Richmond Place), construite pour un riche banquier, Charles Asgill, à Richmond upon Thames (vers 1760), et à proximité d'Oak House. Grâce à de telles relations, il en vient à être nommé architecte de la Banque d'Angleterre jusqu'à sa mort, date à laquelle il est remplacé par John Soane. En 1769, il succède à William Chambers comme architecte des travaux du roi. Il a pour élèves John Nash, Samuel Pepys Cockerell, George Byfield et William Pilkington.
En 1783, il sert comme shérif de Londres et est anobli la même année.
Il est vice-président du conseil d'administration du Foundling Hospital, une organisation caritative dédiée au bien-être des enfants abandonnés de Londres.

## Vie privée
Robert et Elizabeth Taylor (1722/23-1803) ont un fils unique, Michael Angelo Taylor (en) (1757–1834),. Celui-ci est un membre du parti whig dans les années 1830, député de Poole. 

## Fin de vie et postérité
Robert Taylor meurt à son domicile de Westminster, le 27 septembre 1788 et il est inhumé dans l'église de St Martin-in-the-Fields à Londres. Une plaque commémorative lui est dédiée, sur le mur du transept sud de l'Abbaye de Westminster.
Il fait un legs à l'université d'Oxford, pour l'établissement d'un centre « pour ériger un véritable édifice … pour établir une fondation pour l'enseignement et l'amélioration des langues européennes ». Ce legs prend la forme d'un codicille à son testament, qu'il omet de signer et qui provoque un conflit entre l'université et le fils de Taylor. Après une longue dispute, l'université accepte un arrangement en 1835, et reçoit 65 000 £. Le centre est nommé Institution Taylor.

## Galerie d'œuvres architecturales

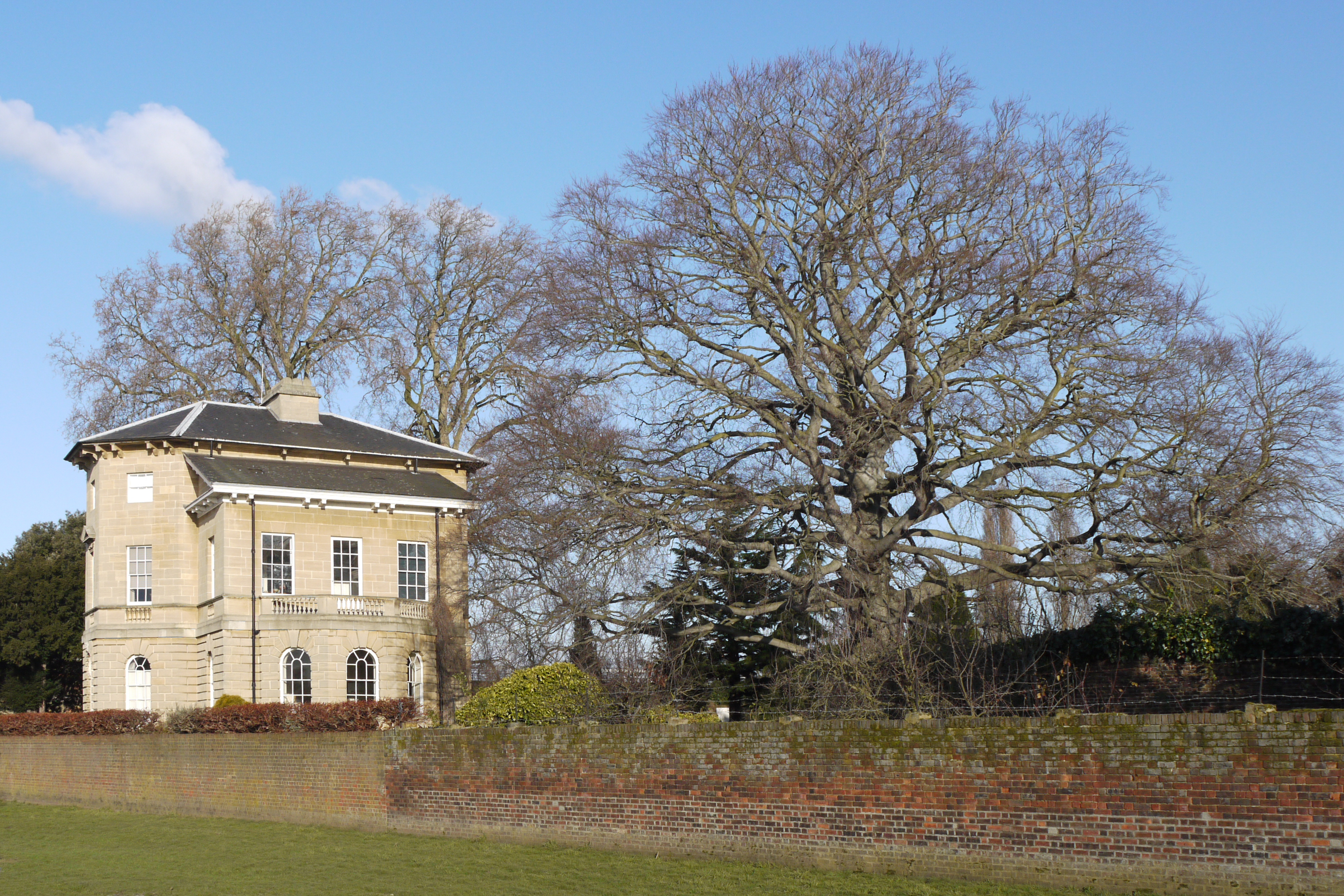
Asgill House, Richmond
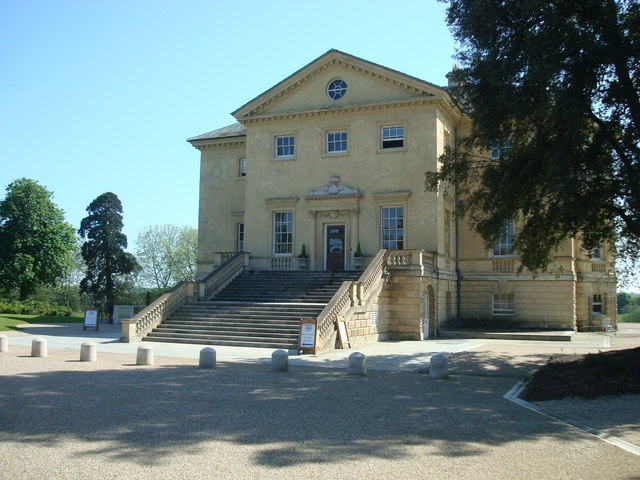
Danson House, Kent
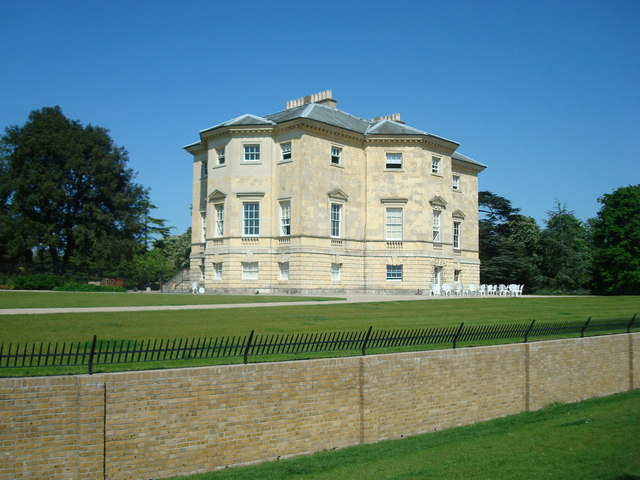
Danson House, Kent
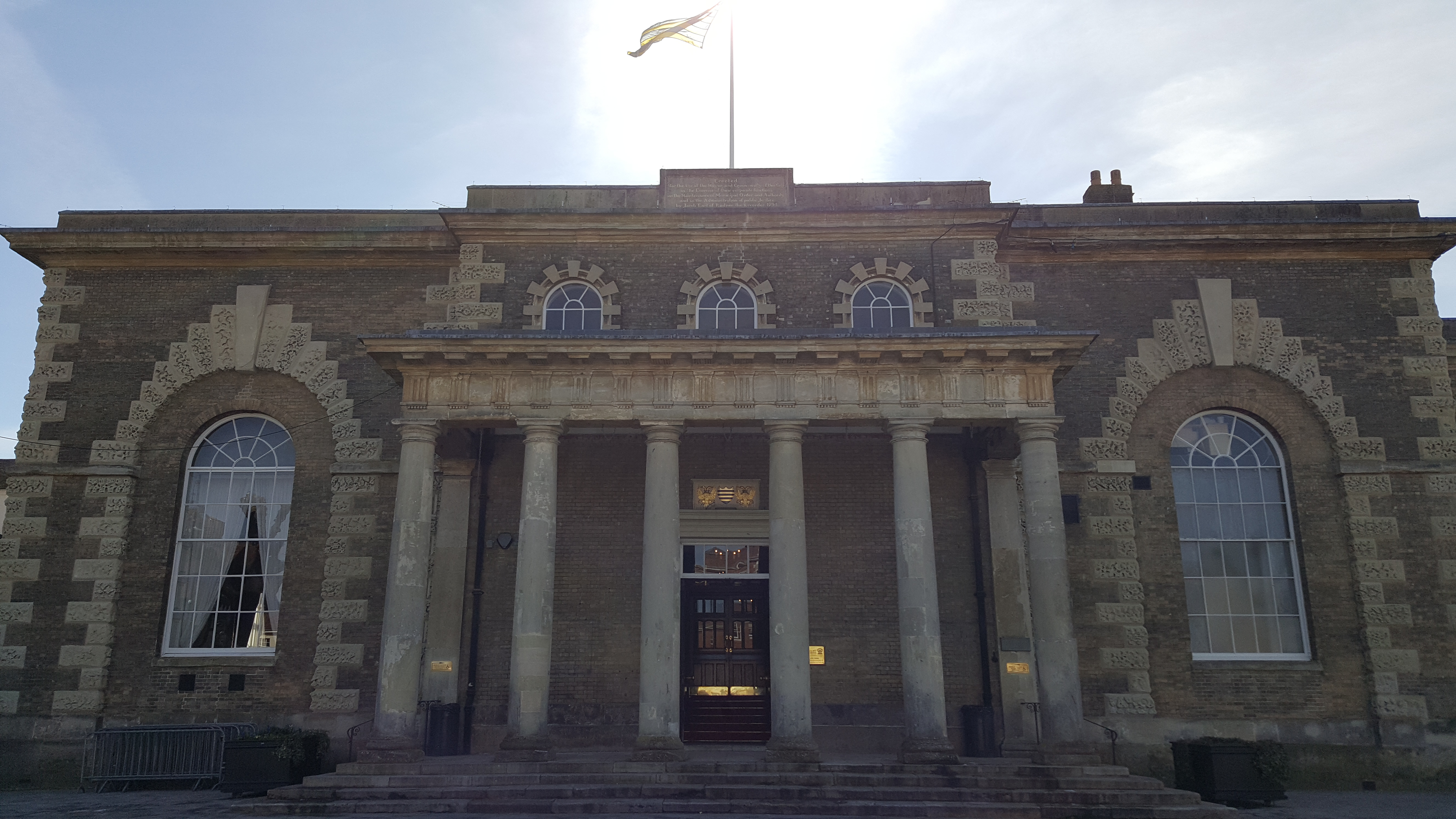
Maison de guilde de Salisbury
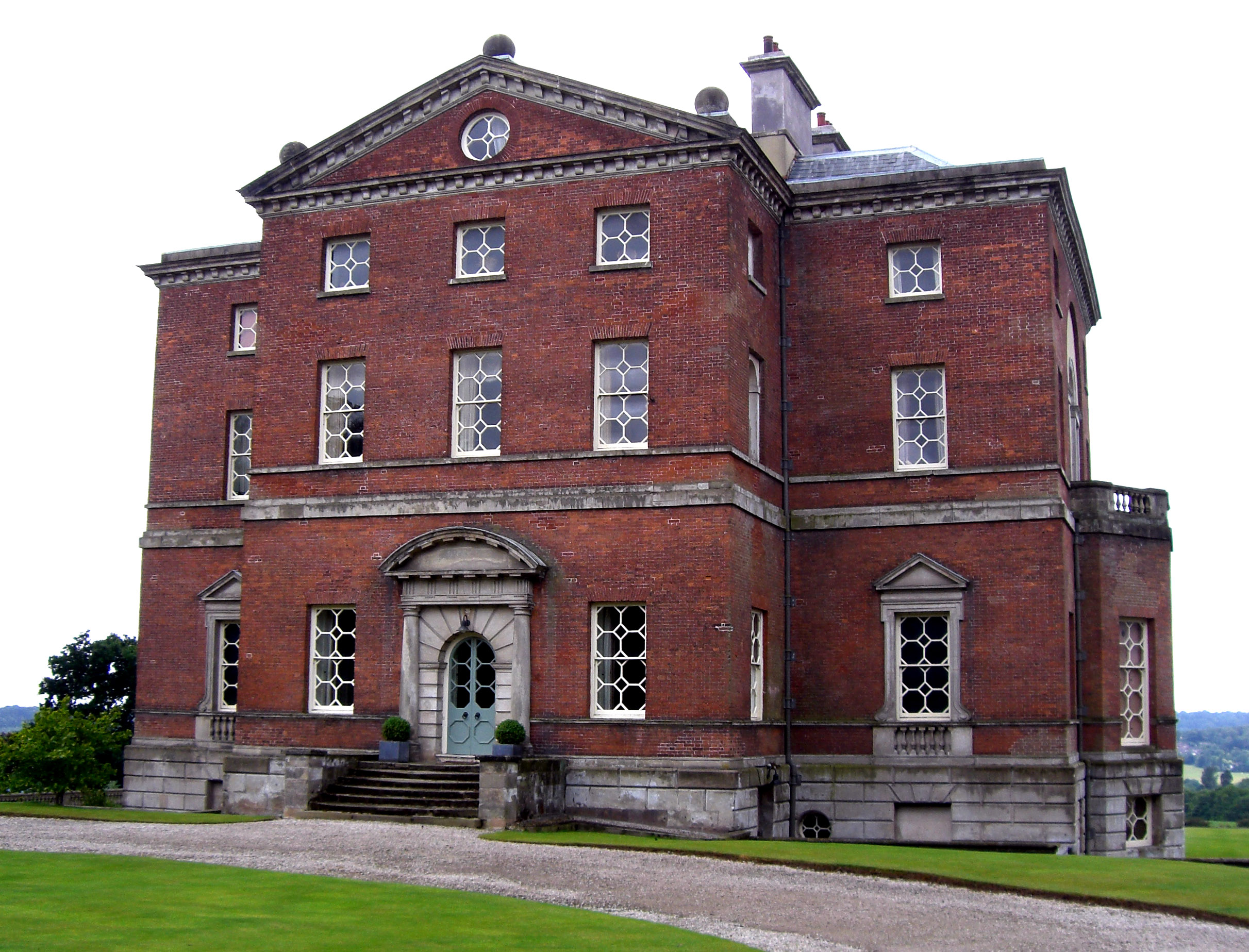
Barlaston Hall, Staffordshire
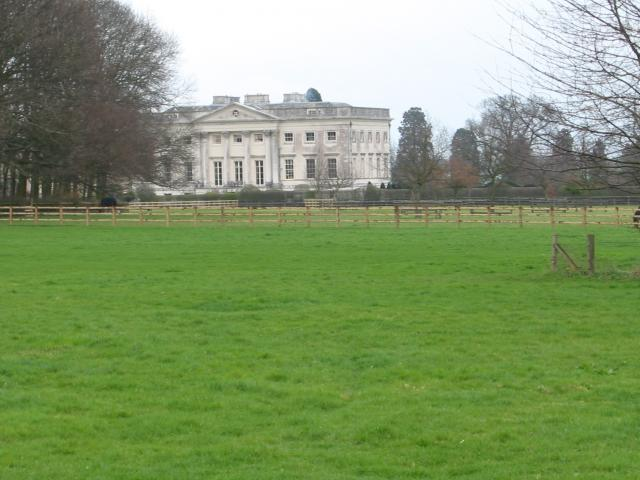
Gorhambury House
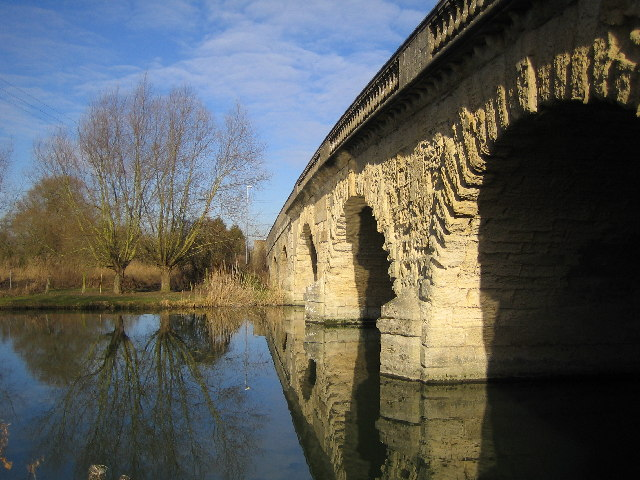
Pont de Swinford
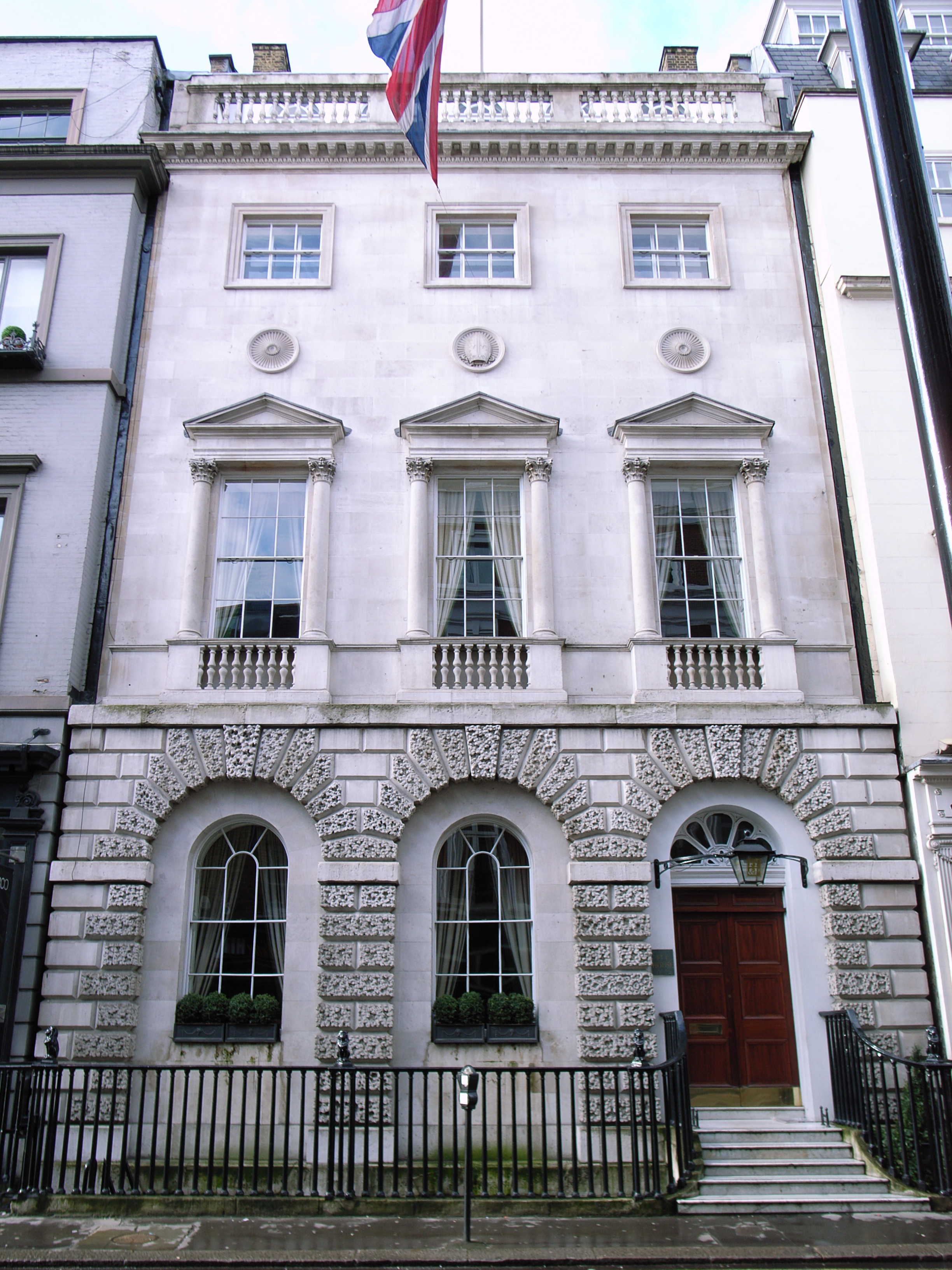
Ely House, rue Dover, Westminster
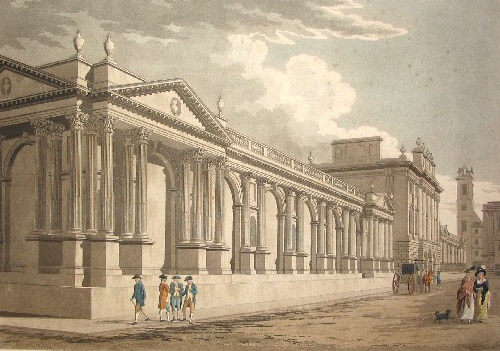
Banque d'Angleterre, montrant l'une des ailes de Taylor, démolie
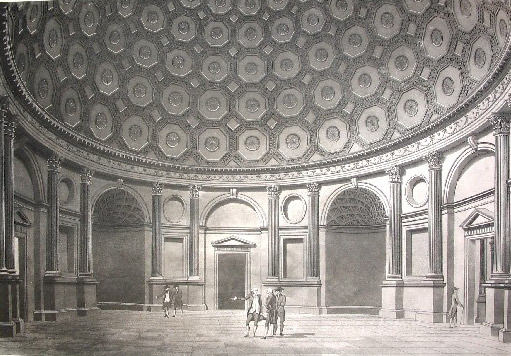
Bureau de la rente réduite, Banque d'Angleterre, démoli
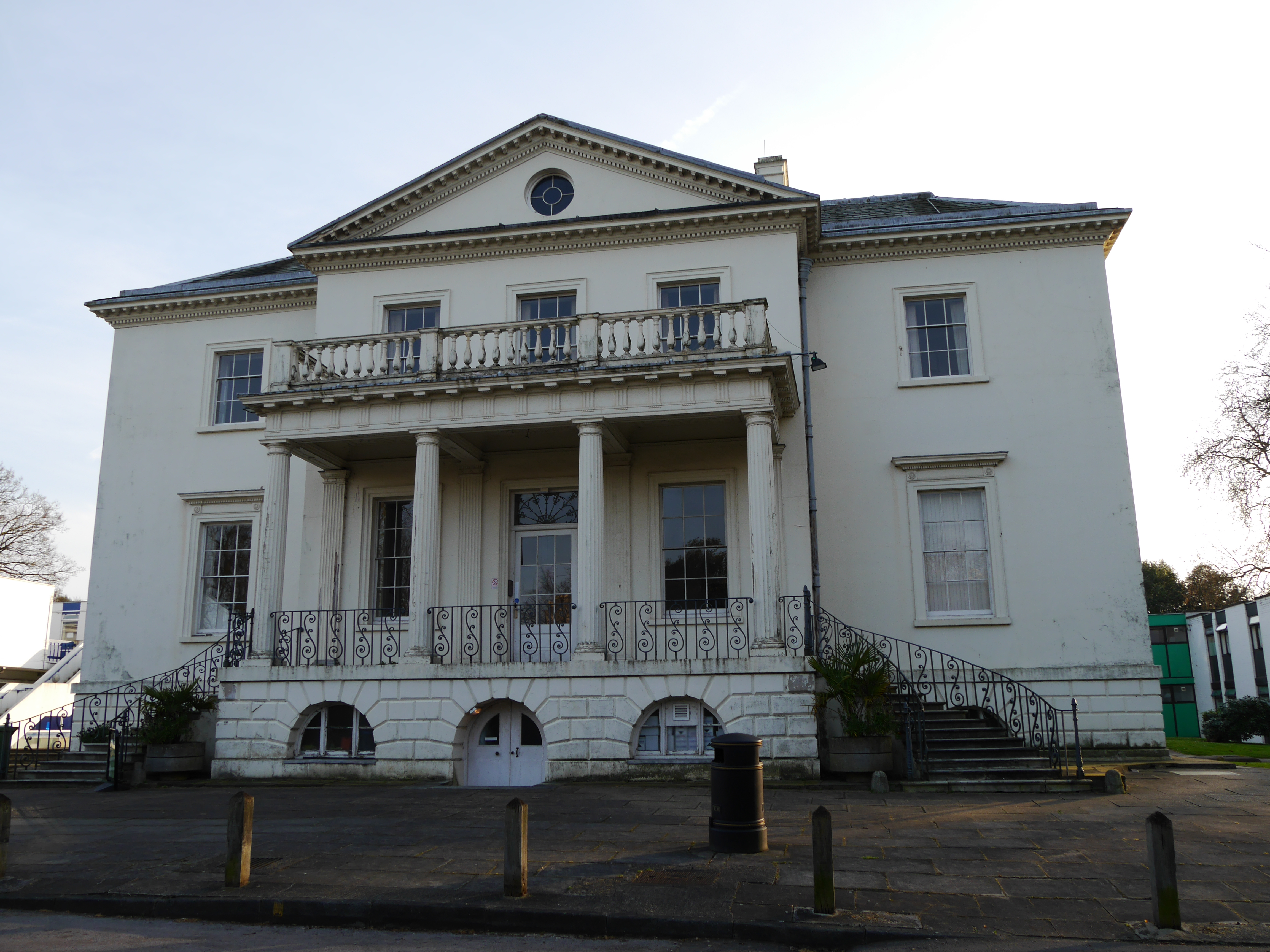
Mont Clare, Roehampton, Londres
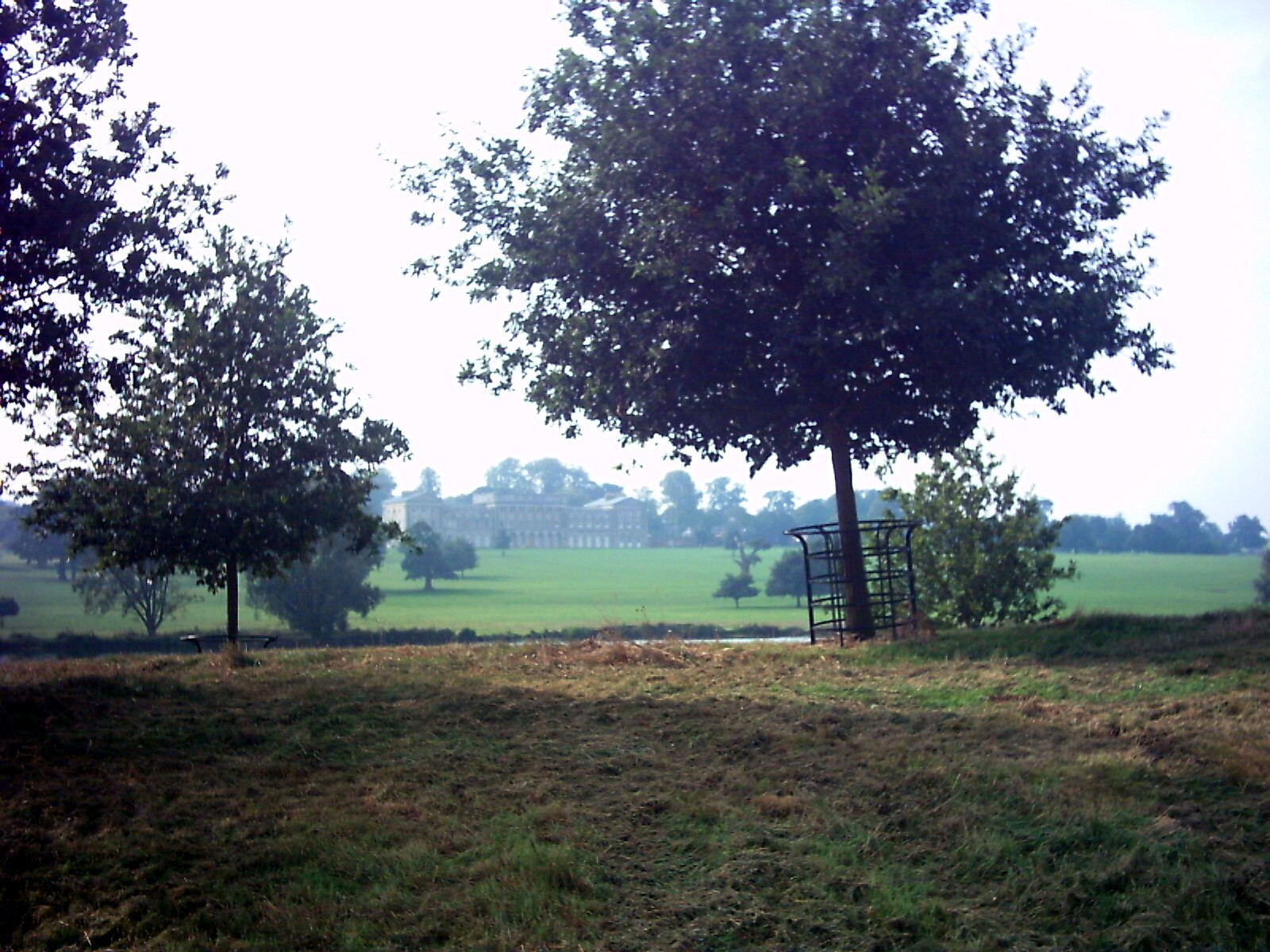
Heveningham Hall